# Verendin
Verendin – wieś w Rumunii, w okręgu Caraș-Severin, w gminie Luncavița. W 2011 roku liczyła 1758 mieszkańców. 